# 논산여자중학교
논산여자중학교(論山女子中學校)는 대한민국 충청남도 논산시 취암동에 있는 공립 중학교이다.

## 학교 연혁
- 1961년 5월 15일 : 논산여자중학교 설립인가 6학급 (300명)
- 1961년 10월 31일 : 초대 교장 박승하
- 1961년 12월 15일 : 개교
- 1987년 2월 21일 : 특수학급 증설인가 1학급 (37학급)
- 2010년 8월 31일 : 솔빛관 준공(다목적강당)
- 2020년 3월 1일 : 20학급 인가(특수학급2 포함)
- 2023년 12월 29일 : 제63회 졸업식(211명, 누계 20,904명)
- 2024년 3월 1일 : 교장 최은주 부임
- 2024년 3월 4일 : 입학식(199명)

## 참고 자료
- 논산여자중학교 - 한국교육학술정보원 학교알리미